# Piantatoio

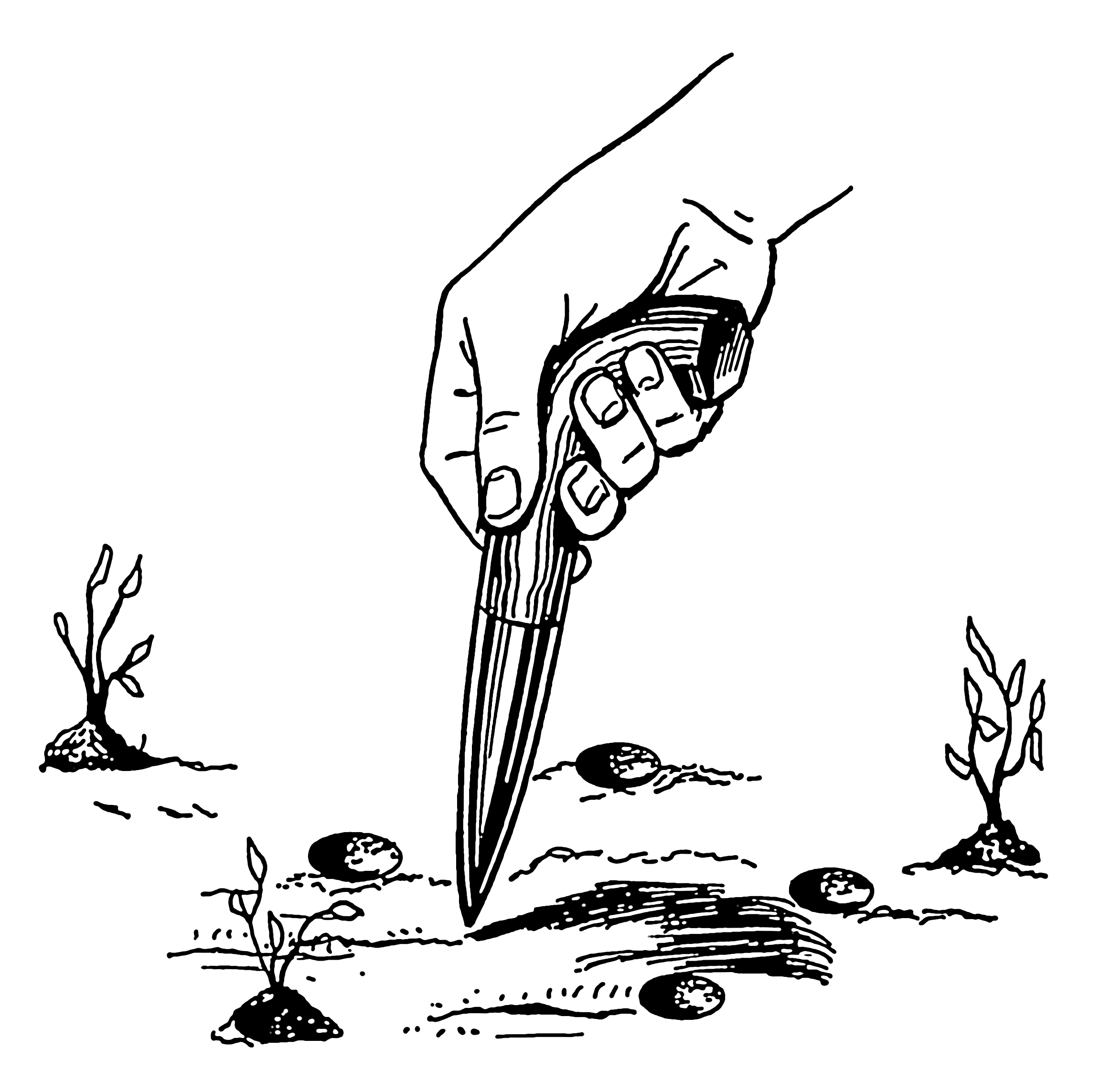
Un classico piantatoio

Il piantatoio è un utensile di legno, generalmente fatto a mano, a forma di L, appuntito da un lato, che veniva usato, prima che esistessero i mezzi meccanici, (ma in alcuni casi ancora oggi) per piantare ortaggi, piantine, fiori ecc. Per l'uso bisogna conficcare il lato appuntito nella terra (precedentemente lavorata) in modo da creare un vuoto nel quale poi posizionare la nuova piantina.